# Traeng
Traeng és una comuna (khum) del districte de Rotanak Mondol, a la província de Battambang, Cambodja. El març de 2008 tenia una població estimada de 12.410 habitants.
Està situada a l'oest del país, a poca distància a l'est de la frontera amb Tailàndia i a l'oest del llac Sap (Tonlé Sap).